# Brodina (Izvoarele Sucevei), Suceava
Brodina este un sat în comuna Izvoarele Sucevei din județul Suceava, Bucovina, România.